# Leichtathletik-Weltmeisterschaften 1983/1500 m der Frauen

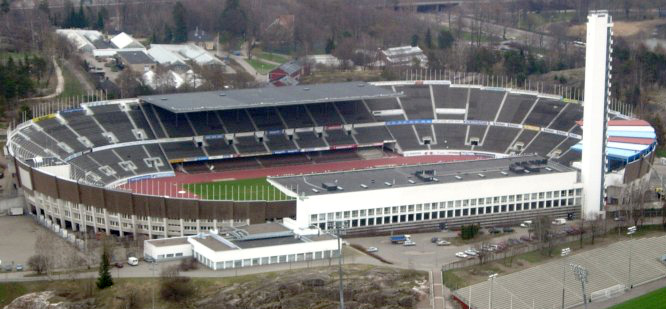
Das Olympiastadion in Helsinki

Der 1500-Meter-Lauf der Frauen bei den Leichtathletik-Weltmeisterschaften 1983 fand am 12. und 14. August 1983 in Helsinki, Finnland, statt.
24 Läuferinnen aus 19 Ländern nahmen an dem Wettbewerb teil. Die Mittelstreckenläuferinnen aus der Sowjetunion erliefen sich mir Silber und Bronze zwei Medaillen. Ihr bereits zweites Gold nach dem Sieg über 3000 Meter vier Tage zuvor errang die US-Amerikanerin Mary Decker mit 4:00,90 Minuten. Silber ging an die Vizeeuropameisterin von 1982 Samira Saizewa mit 4:01,19 Minuten, und die Bronzemedaille gewann Jekaterina Podkopajewa mit 4:02,25 Minuten.

## Rekorde
Vor dem Wettbewerb galten folgende Rekorde:
| Weltrekord               | Tatjana Kasankina                                                           | 3:52,47 min                                                                 | Zürich, Schweiz                                                             | 13. August 1980                                                             |
| Weltmeisterschaftsrekord | Es gab noch keine WM-Rekorde, die Veranstaltung wurde erstmals ausgetragen. | Es gab noch keine WM-Rekorde, die Veranstaltung wurde erstmals ausgetragen. | Es gab noch keine WM-Rekorde, die Veranstaltung wurde erstmals ausgetragen. | Es gab noch keine WM-Rekorde, die Veranstaltung wurde erstmals ausgetragen. |

Der WM-Rekord wurde nach und nach auf zuletzt 4:00,90 min gesteigert (Mary Decker, Vereinigte Staaten, im Finale am 14. August 1983).

## Vorläufe
12. August 1983
Aus den drei Vorläufen qualifizierten sich die jeweils drei Ersten jedes Laufes – hellblau unterlegt – und zusätzlich die drei Zeitschnellsten – hellgrün unterlegt – für das Finale.

### Lauf 1

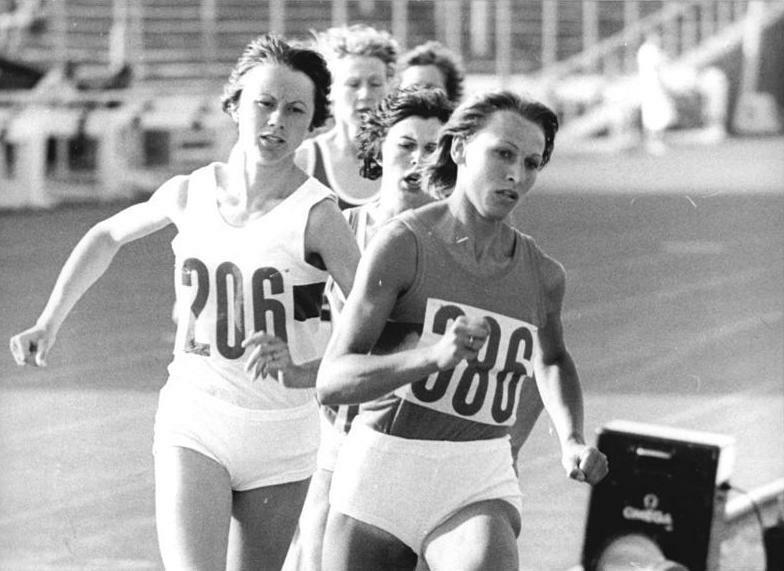
Um eine Hundertstelsekunde verpasste Christiane Wartenberg (links) als Vierte ihres Vorlaufs die Finalteilnahme

| Platz | Athletin              | Land                            | Zeit (min) |
| ----- | --------------------- | ------------------------------- | ---------- |
| 1     | Rawilja Agletdinowa   | Sowjetunion                     | 4:10,71 CR |
| 2     | Ivana Kubešová        | Tschechoslowakei                | 4:10,82    |
| 3     | Brit McRoberts        | Kanada                          | 4:10,88    |
| 4     | Christiane Wartenberg | Deutsche Demokratische Republik | 4:10,89    |
| 5     | Totka Petrowa         | Bulgarien                       | 4:12,31    |
| 6     | Cindy Bremser         | Vereinigte Staaten              | 4:14,10    |
| 7     | Krisia L. García      | El Salvador                     | 4:40,21    |
| 8     | Bigna Samuel          | St. Vincent und die Grenadinen  | 4:51,35    |
| 9     | Kungu Bakombo         | Zaire                           | 4:54,12    |

### Lauf 2
| Platz | Athletin              | Land                   | Zeit (min) |
| ----- | --------------------- | ---------------------- | ---------- |
| 1     | Mary Decker           | Vereinigte Staaten     | 4:07,47 CR |
| 2     | Samira Saizewa        | Sowjetunion            | 4:07,64    |
| 3     | Wendy Sly             | Vereinigtes Königreich | 4:08,16    |
| 4     | Cornelia Bürki        | Schweiz                | 4:08,61    |
| 5     | Maria Radu            | Rumänien               | 4:10,15    |
| 6     | Marcianne Mukamurenzi | Ruanda                 | 4:30,58    |
| 7     | Vivian Pearson        | Malawi                 | 5:03,70    |
|       | Aurora Cunha          | Portugal               | DNS        |

### Lauf 3
| Platz | Athletin               | Land                   | Zeit (min) |
| ----- | ---------------------- | ---------------------- | ---------- |
| 1     | Jekaterina Podkopajewa | Sowjetunion            | 4:09,39    |
| 2     | Gabriella Dorio        | Italien                | 4:09,45    |
| 3     | Doina Melinte          | Rumänien               | 4:09,71    |
| 4     | Christina Boxer        | Vereinigtes Königreich | 4:09,88    |
| 5     | Betty Van Steenbroeck  | Belgien                | 4:12,93    |
| 6     | Marjo-Riitta Lakka     | Finnland               | 4:22,33    |
| 7     | Hala El Moughrabi      | Syrien                 | 4:45,62    |
| 8     | Khadija Al Matari      | Jordanien              | 5:01,83    |
|       | Brigitte Kraus         | BR Deutschland         | DNS        |

## Finale

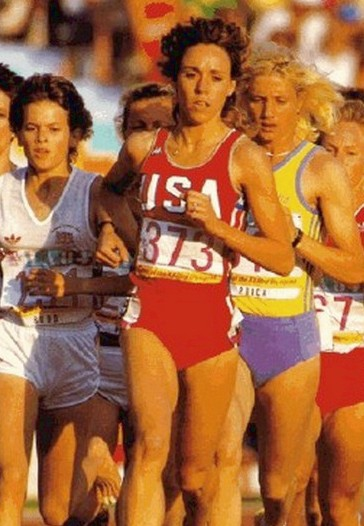
Weltmeisterin Mary Decker (vorne, im Jahr 1984) errang nach ihrem Sieg über 3000 Meter ihren zweiten WM-Titel
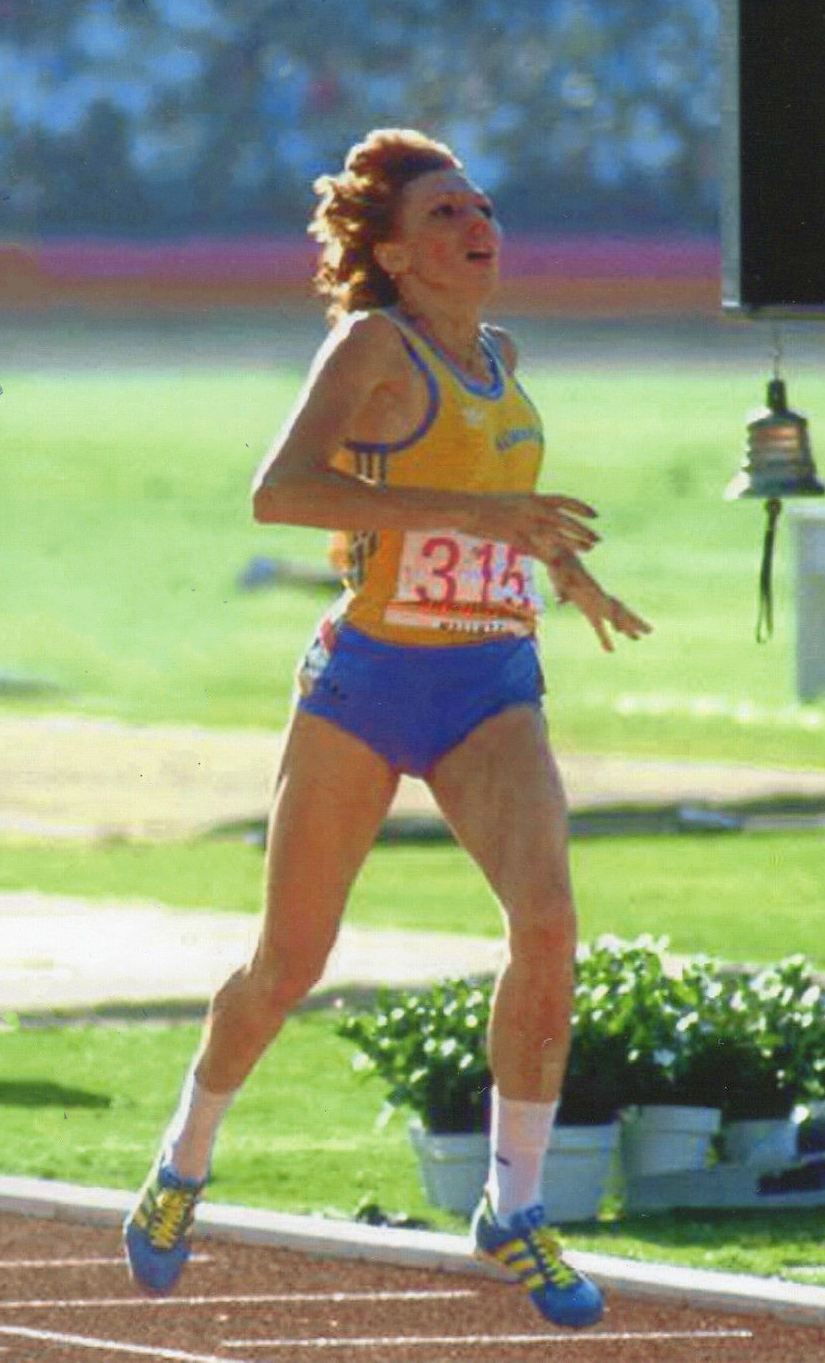
Doina Melinte, im Jahr darauf Olympiazweite über 1500- und Olympiasiegerin über 800 Meter, kam auf den sechsten Platz

14. August 1983
| Platz | Athletin               | Land                   | Zeit (min) |
| ----- | ---------------------- | ---------------------- | ---------- |
|       | Mary Decker            | Vereinigte Staaten     | 4:00,90 CR |
|       | Samira Saizewa         | Sowjetunion            | 4:01,19    |
|       | Jekaterina Podkopajewa | Sowjetunion            | 4:02,25    |
| 4     | Rawilja Agletdinowa    | Sowjetunion            | 4:02,67    |
| 5     | Wendy Sly              | Vereinigtes Königreich | 4:04,14    |
| 6     | Doina Melinte          | Rumänien               | 4:04,42    |
| 7     | Gabriella Dorio        | Italien                | 4:04,73    |
| 8     | Brit McRoberts         | Kanada                 | 4:05,73    |
| 9     | Christina Boxer        | Vereinigtes Königreich | 4:06,74    |
| 10    | Cornelia Bürki         | Schweiz                | 4:11,61    |
| 11    | Ivana Kubešová         | Tschechoslowakei       | 4:15,12    |
| 12    | Maria Radu             | Rumänien               | 4:19,03    |

## Video
- Mary Decker 1983 World Championship 1500m-desktop auf youtube.com, abgerufen am 12. April 2020